# (2267) Agassiz
(2267) Agassiz es un asteroide perteneciente al cinturón de asteroides descubierto por el equipo del Observatorio del Harvard College el 9 de septiembre de 1977 desde la Estación George R. Agassiz en Harvard (Massachusetts), Estados Unidos.

## Designación y nombre
Agassiz fue designado inicialmente como 1977 RF.
Más adelante se nombró en honor del naturalista suizo Louis Agassiz (1807-1873), del zoólogo y oceanógrafo estadounidense Alexander Agassiz (1835-1910), hijo del anterior, y del astrónomo y mecenas estadounidense George Russell Agassiz (1862-1951), nieto del primero.

## Características orbitales
Agassiz orbita a una distancia media del Sol de 2,217 ua, pudiendo alejarse hasta 2,526 ua y acercarse hasta 1,908 ua. Tiene una inclinación orbital de 1,954° y una excentricidad de 0,1392. Emplea en completar una órbita alrededor del Sol 1206 días.